# Simulium cerqueirai
Simulium cerqueirai är en tvåvingeart som beskrevs av Barbosa de Almeida 1979. Simulium cerqueirai ingår i släktet Simulium och familjen knott. Inga underarter finns listade i Catalogue of Life.